# ل‌بارون بی. کولت
ل‌بارون بی. کولت (به انگلیسی: LeBaron B. Colt) سناتور سابق عضو حزب جمهوری‌خواه ایالات متحده آمریکا بود. وی در سال ۱۹۱۳ تا ۱۹۲۴ میلادی سناتور ایالت رود آیلند در سنای ایالات متحده آمریکا بود.